# 鸠山会馆
鸠山会馆是一座位於日本東京都文京区音羽的宅第，曾是日本前內閣總理大臣鳩山一郎的邸宅，目前作为历史纪念馆对外公开展示，也有音羽御殿的别称，是日本战后政治历史遗迹之一。。

## 沿革
鳩山一郎的父親和夫於1891年（明治24年）2月從牛込區東五軒町搬到小石川區音羽，此後鳩山家就定居於音羽。目前現存的建築物是在關東大地震後的1924年建造的，最初作為鳩山一郎的私宅使用。其中建築物的設計，是由一郎在高等師範學校附屬中學校（現為筑波大学附屬中學校・高等學校）時代的朋友、建築師岡田信一郎設計的。
太平洋戰爭期間，鳩山宅在空襲中屋頂受到損壞而進行修復。1950年3月，民主自由黨和民主黨合併成為自由黨（現為自由民主黨）。由於鳩山是其中的主要人物之一，他的私宅經常被用作會議場所，討論自由黨的創建和政策問題。鳩山成為首相後，與蘇聯的外交關係恢復談判也在此處進行。鳩山去世後，繼承人威一郎對書房進行了擴建等改造。
70年後，由於建築老化問題嚴重。為了再利用作為展示鳩山家業績的紀念館「鳩山會館」，於1995年進行了大規模修復工程。擴建部分的書房進行拆除，屋頂恢復到原始狀態，外牆修復以重現當時的風貌。為作為集會設施使用，二樓的臥室部分改造成了大廳。紀念館於1996年6月1日正式開放。
由於曾被哥德蘿莉塔時尚雜誌介紹，因此為了進行時尚拍攝而來的愛好者激增，自2004年春季以後，該會館曾對身穿這類服裝的遊客入館進行了限制。

## 建築設計
鳩山會館為一座當時罕見的鋼筋混凝土洋樓，建築各處裝飾著以鴿和貓頭鷹等鳥類為主題的裝飾。設計師岡田信一郎擅長樣式建築，他的設計技術在鳩山宅中也得到了充分發揮。比如在羅伯特·亞當風格的接待室中，有著讓人聯想到英國住宅的氛圍，但在一樓部分，透過大開房間之間的門，可以連接各個房間的使用，創造出如日本住宅般的開放空間。二樓的紀念室禁止拍攝，但接待室和花園等地則可自由拍攝（截至2018年）。

### 一樓
接待室
三個接待室並排在一起。最初用作（從西邊開始）接待間、客廳和餐廳。
陽光房
位於建築物的南端，可以從這裡進入花園。

鳩山會館的建築細節
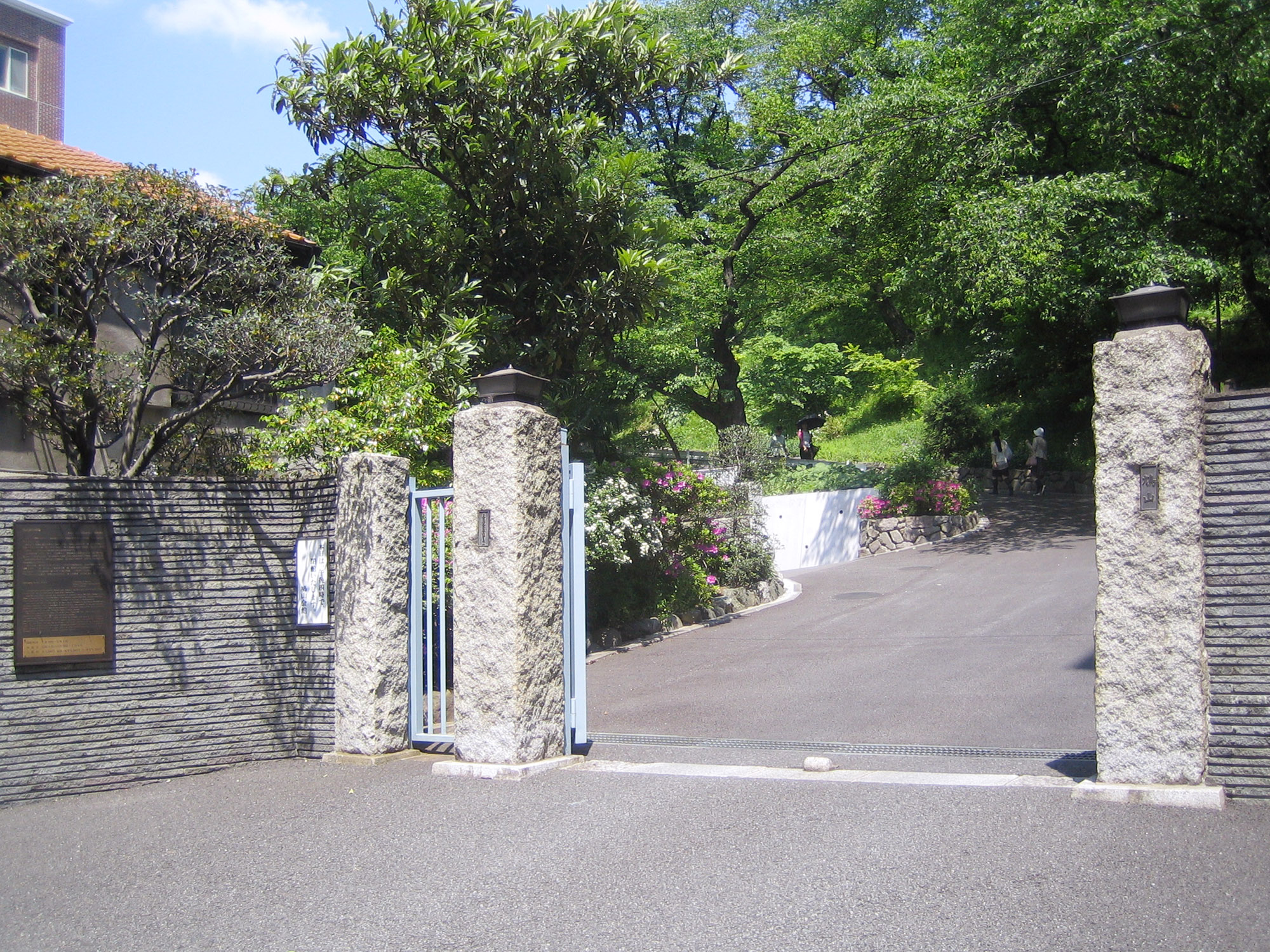
建築入口
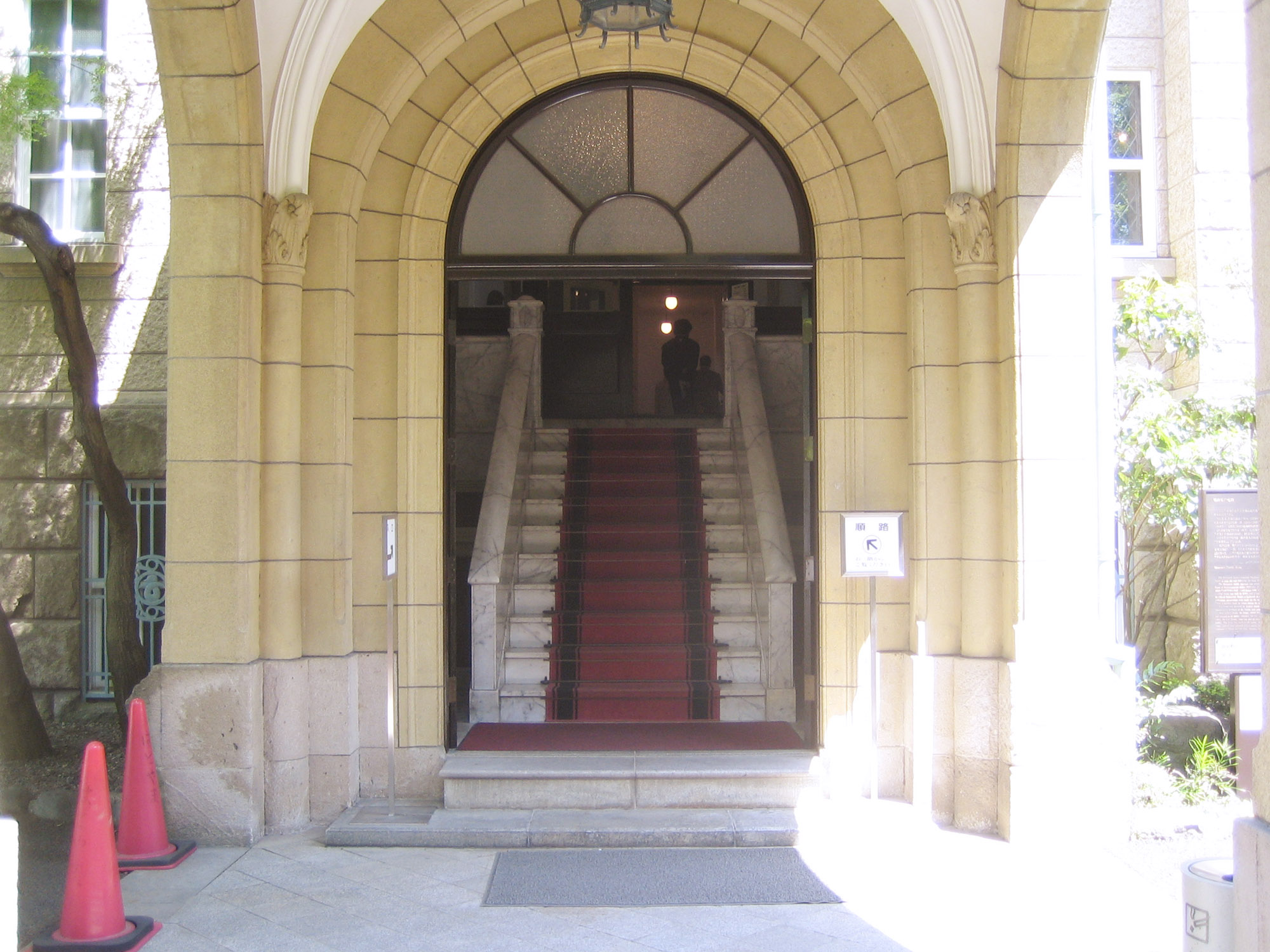
建築大門
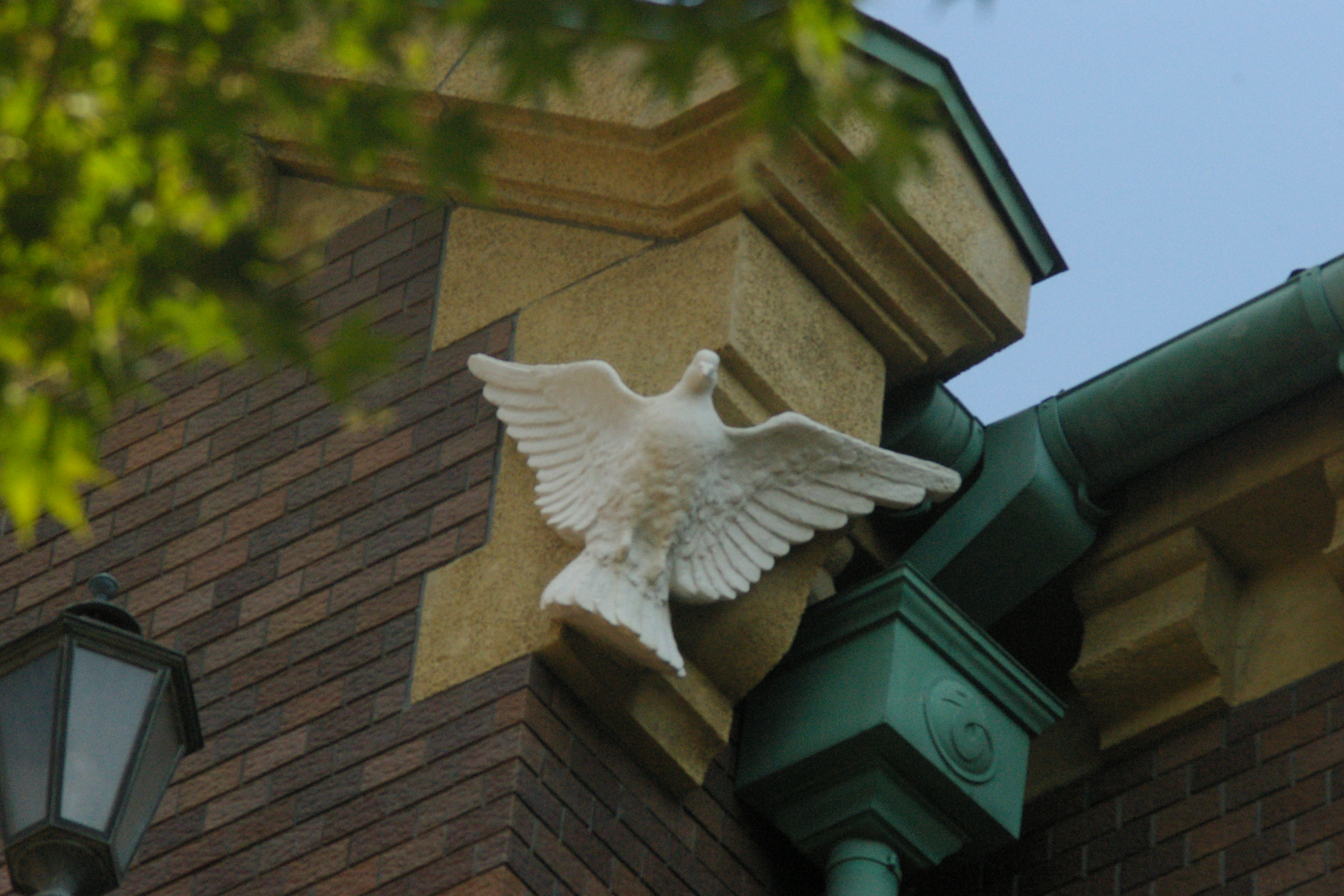
鴿裝飾
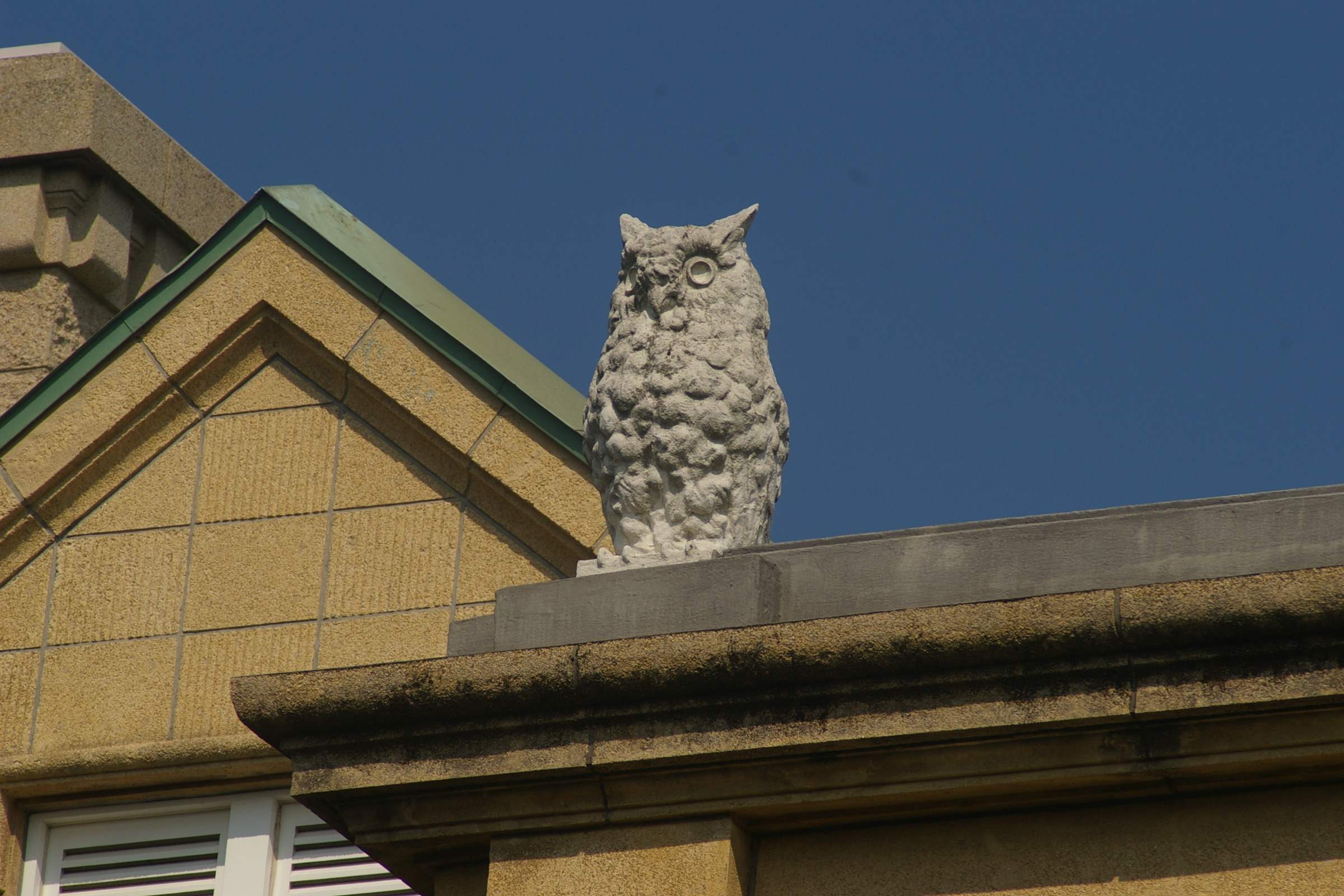
貓頭鷹裝飾
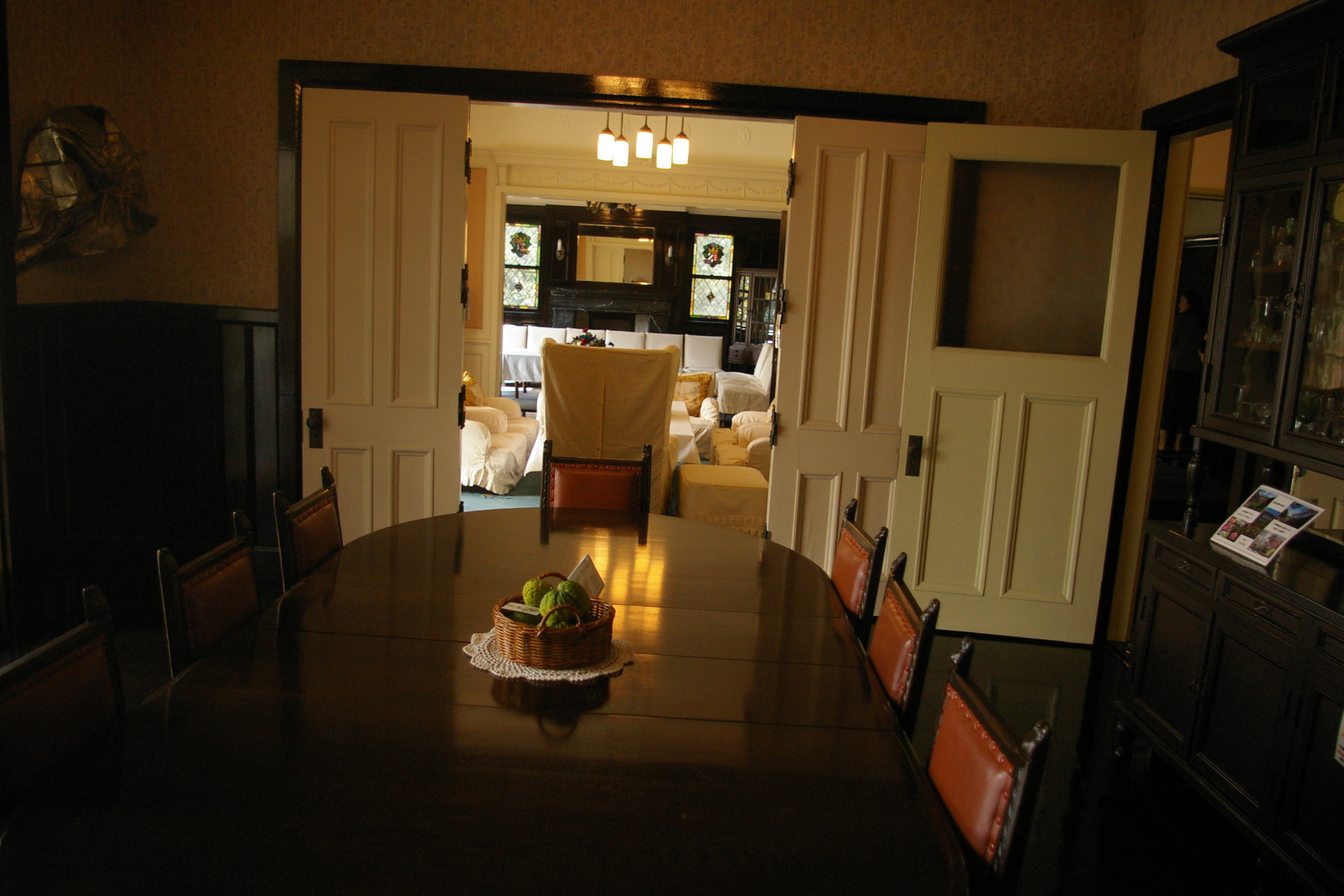
第二、第一接待室

### 二樓
接待室
原本是三間臥室，但在修復時拆除了間隔，改造成了一個大廳。從窗戶可以俯瞰花園。北側的牆上掛著一郎的書法“和為貴”。
鳩山一郎紀念室
這個房間曾用作書房。展示了一郎留下的信件、軍服、文具等。還有一些特別的物品，如議員時代的工資明細、汽车駕駛執照、死亡面具等。
鳩山威一郎紀念室
鳩山威一郎是一郎的長子。他曾任大藏政務次官和外交大臣。紀念室展示了威一郎的遺物。
鳩山薫紀念室
鳩山薫（舊姓寺田）是鳩山一郎的妻子。她曾任共立女子學園理事長。這個房間曾作為客房，現在作為她的紀念室。

### 其他
花窗玻璃
玄關上方、接待間、客廳等處大量使用花窗玻璃。在樓梯的轉角處，有一幅大型作品，描繪了鴿子在五重塔上飛舞的圖案。這是工藝家小川三知的作品。
英式庭院
作為會館的中庭使用，周圍種植著各種豐富多彩的花朵。
鳩山和夫・春子像
花園的一角有一個錦鯉游泳的水池，旁邊立著1931年建成的雕塑。鳩山和夫・春子是鳩山一郎的父母。雕塑構造為和夫的胸像在基座上，春子則坐在他旁邊，這種設計風格呈現出「畫中畫」的趣味。 這是雕塑家朝倉文夫的作品。鳩山和夫曾擔任早稻田大學校長和眾議院議長（於1911年逝世）。鳩山春子（舊姓田賀）是共立女子職業學校（後來的共立女子學園・共立女子大學）的創辦人之一。

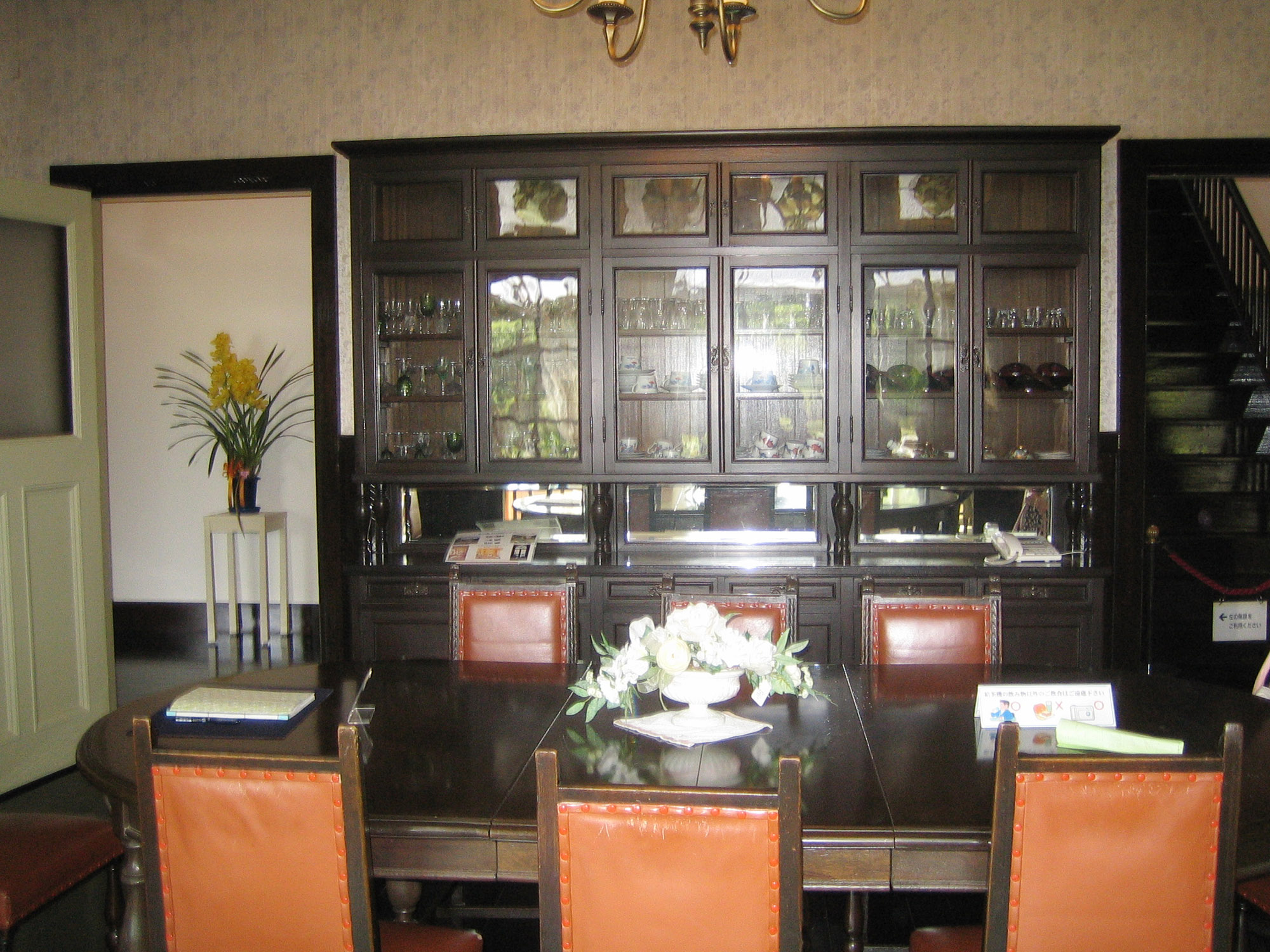
食堂
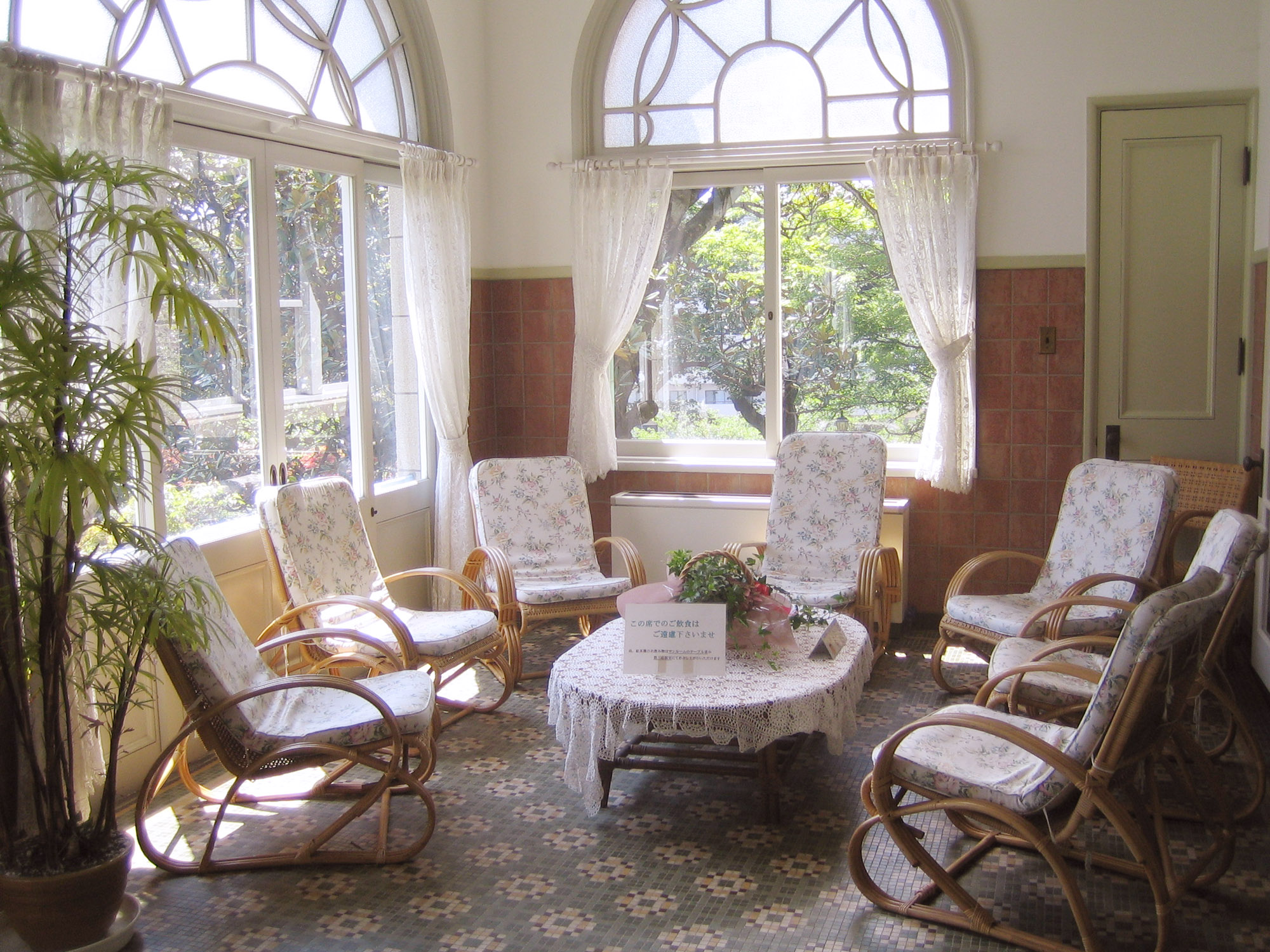
陽光房
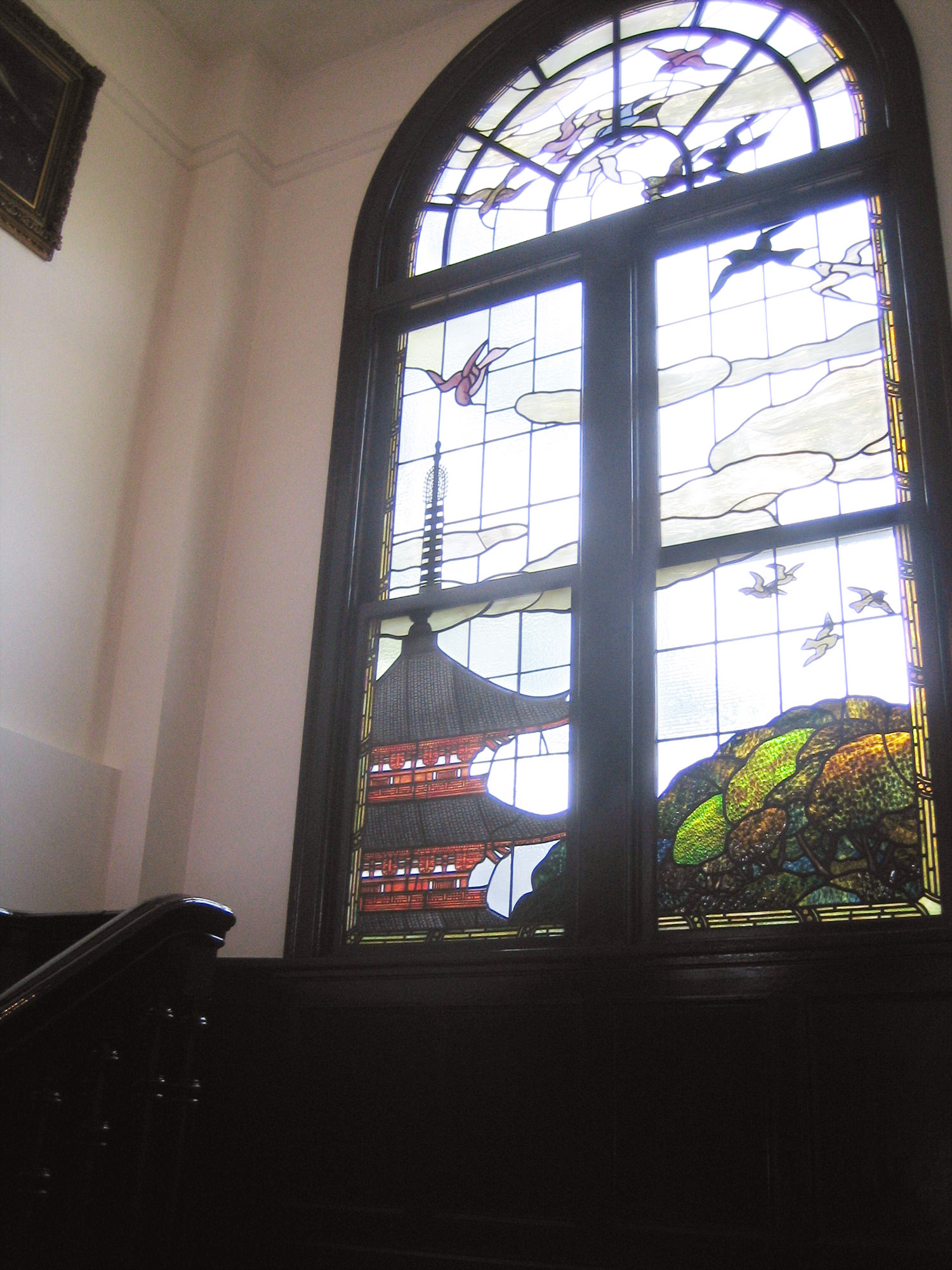
花窗玻璃
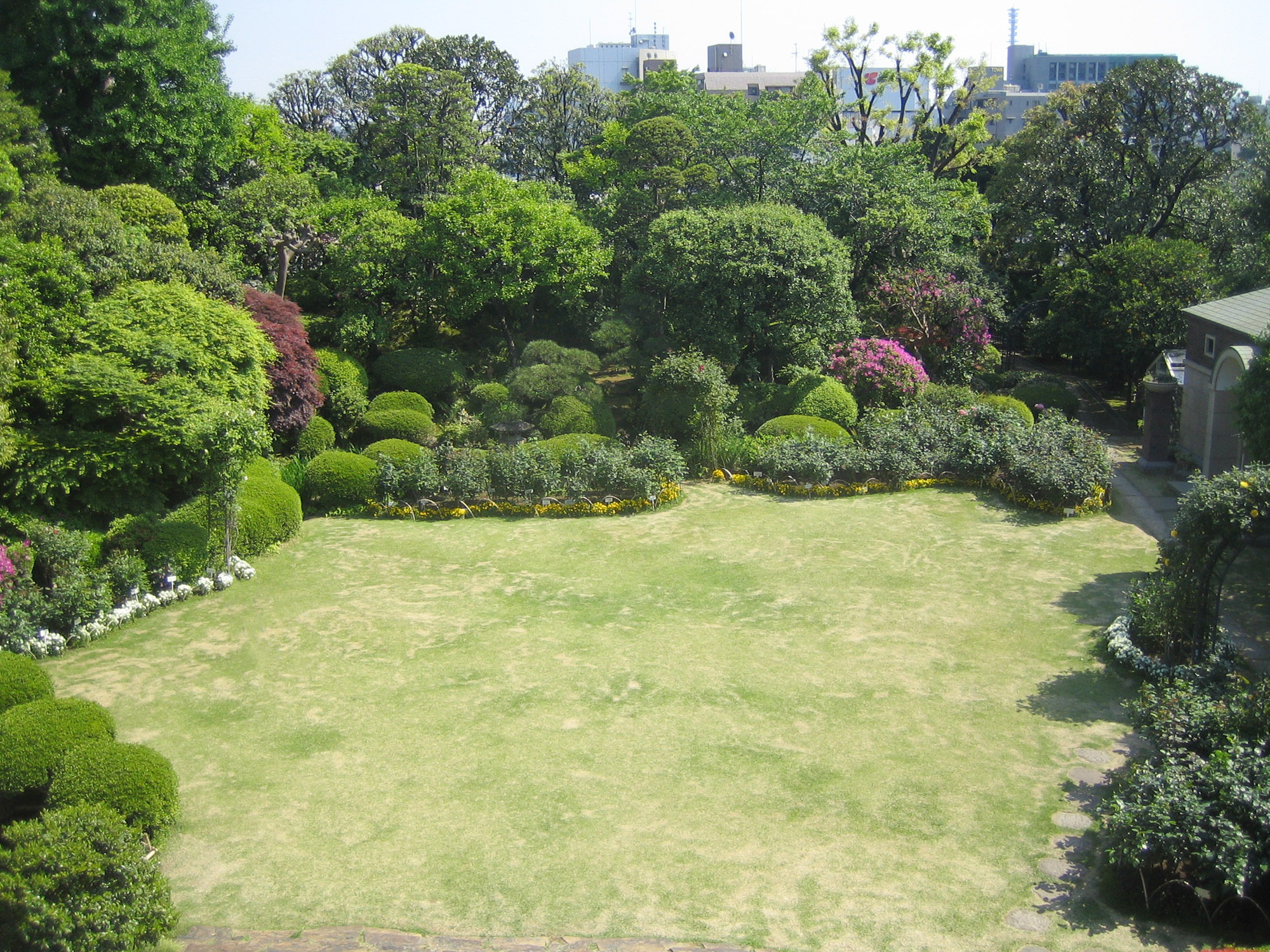
英式庭院
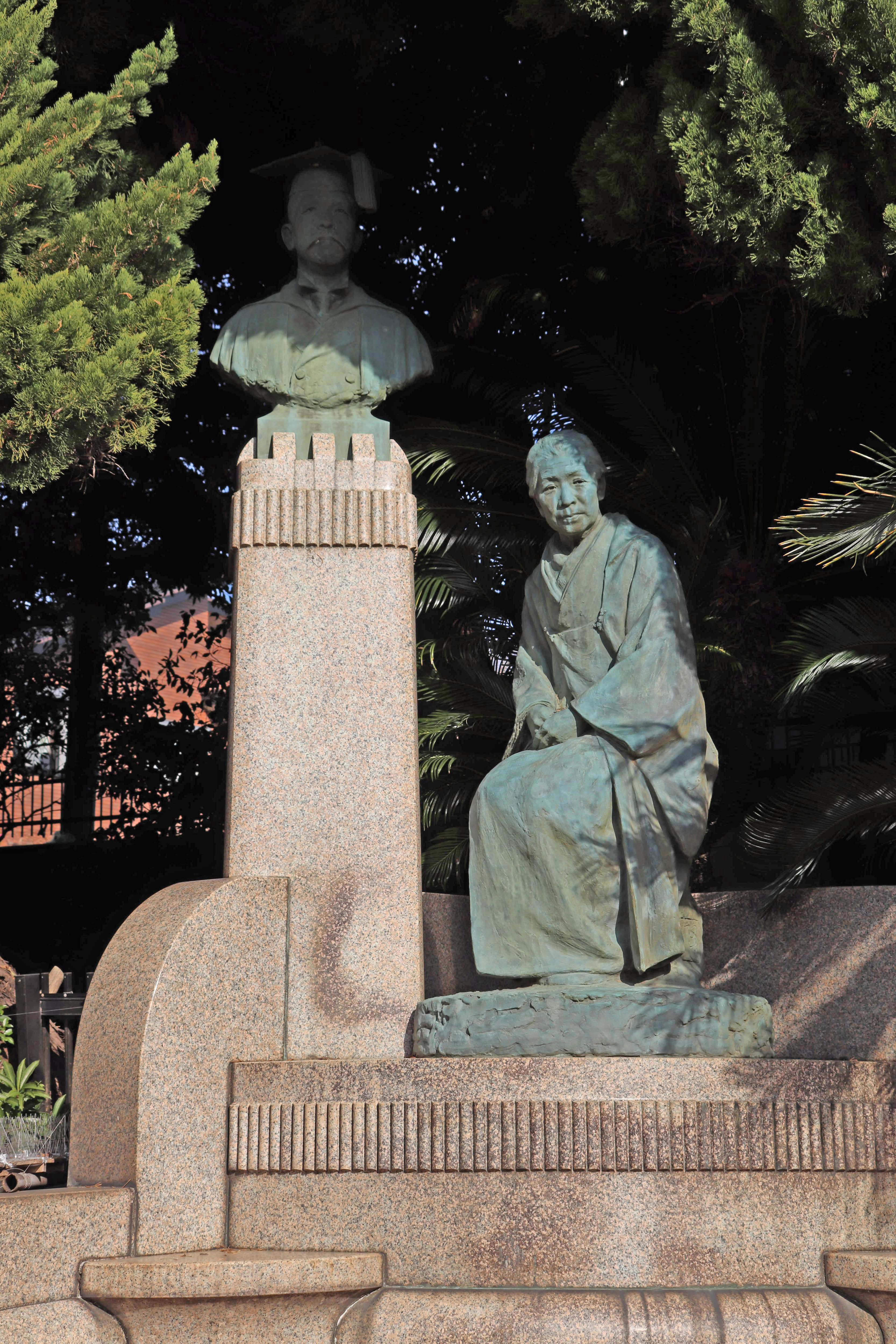
鳩山和夫・春子像

## 活動
會館每年4月都會舉行賞櫻會。由於會場上常出席很多中央政界的重要人物，許多媒體機構都對這場賞櫻會格外關注。2001年4月3日，在鳩山由紀夫的倡議下舉行的賞櫻會上，不僅有鳩山所屬的民主黨議員出席，還有日本共產黨的志位和夫以及社會民主黨的土井隆子。

## 所有者
2013年，當時的所有者鳩山安子去世，現在由鳩山由紀夫繼承並擁有。據說單獨土地的估價達50億日元，但設施的維持費用需花費1億日元。